# Tabanus brunnipennis
Tabanus brunnipennis är en tvåvingeart som beskrevs av Ricardo 1911. Tabanus brunnipennis ingår i släktet Tabanus och familjen bromsar. Inga underarter finns listade i Catalogue of Life.